# Landesrundfunkanstalt

Karte der ARD-Rundfunkanstalten
poly 381 208 402 216 398 233 380 228 370 210 272 142 22 141 24 73 307 72 306 145 Radio Bremen
poly 919 200 789 200 788 166 692 173 696 200 671 203 667 191 655 186 639 206 609 214 570 201 526 221 535 228 533 236 522 243 499 245 509 286 503 311 486 316 486 351 448 375 428 359 398 296 407 277 389 281 383 267 361 277 368 301 345 310 342 286 324 274 293 294 272 274 273 256 290 255 301 202 267 168 344 151 359 171 375 148 359 76 367 35 435 56 464 91 488 103 505 90 525 101 511 129 563 113 577 89 601 91 616 69 643 77 689 159 785 149 785 90 917 91 Norddeutscher Rundfunk
poly 914 296 778 301 776 320 716 298 709 257 682 234 695 197 672 200 676 185 657 180 641 205 605 212 574 200 529 220 569 239 575 307 626 332 633 366 658 369 677 368 682 355 711 347 720 349 717 314 775 341 775 355 913 357 Rundfunk Berlin-Brandenburg
poly 921 457 765 458 766 481 678 430 704 413 723 423 732 416 738 380 731 354 716 347 680 357 674 363 634 366 627 331 576 309 568 241 535 219 534 233 501 243 510 283 505 312 484 315 486 349 446 375 458 402 446 437 458 451 492 477 502 467 516 474 530 465 560 463 579 477 589 483 662 436 764 502 765 523 921 521 Mitteldeutscher Rundfunk
poly 583 479 603 501 603 522 618 548 675 588 683 603 835 643 835 616 920 617 922 678 838 680 837 657 682 620 674 631 628 661 646 703 643 720 632 727 609 711 549 723 517 737 499 725 483 723 483 733 471 746 459 741 430 716 457 706 453 637 478 609 480 588 461 565 461 541 433 517 415 520 409 533 399 535 396 486 420 484 455 451 492 487 503 473 503 464 518 474 529 469 560 465 Bayerischer Rundfunk
poly 29 640 196 642 196 679 316 624 339 593 300 576 302 553 295 529 271 523 244 531 242 517 223 489 239 458 266 459 321 420 336 422 345 435 345 448 344 471 329 492 346 492 357 500 362 532 389 545 413 526 419 518 431 518 462 536 461 562 481 592 454 637 458 704 432 720 407 710 374 713 343 716 304 718 298 698 311 641 197 691 196 697 29 700 29 700 Südwestrundfunk
poly 27 496 115 498 114 530 235 541 238 532 271 524 294 526 300 549 300 575 264 575 249 555 115 546 115 567 27 567 27 567 Saarländischer Rundfunk
poly 25 342 111 342 111 375 350 426 379 394 374 385 391 371 425 349 445 374 459 400 446 438 455 451 418 486 394 488 399 541 388 544 362 532 362 521 363 517 354 492 333 494 328 485 340 478 349 440 115 391 116 415 26 414 26 414 Hessischer Rundfunk
poly 19 213 168 210 168 241 268 317 286 295 322 278 340 284 342 310 365 303 362 278 383 271 393 282 402 277 407 279 395 297 423 353 374 381 377 392 345 429 331 415 319 421 268 456 246 456 236 448 226 418 216 393 229 387 239 364 228 332 234 325 254 323 168 259 168 264 24 264 Westdeutscher Rundfunk Köln
Landesrundfunkanstalten der ARD

Landesrundfunkanstalten heißen die neun Rundfunkveranstalter des öffentlichen Rechts, die für ein oder für mehrere deutsche Länder Hörfunk und Fernsehen veranstalten.
Von den Landesrundfunkanstalten sind diejenigen öffentlich-rechtlichen Rundfunkveranstalter zu unterscheiden, die für ganz Deutschland Programme veranstalten: das ZDF, die Deutsche Welle und das Deutschlandradio.
Die neun Landesrundfunkanstalten und die Anstalt des Bundesrechts Deutsche Welle haben sich in der ARD zusammengeschlossen.

## Übersicht
| Landesrundfunkanstalt       | Kürzel | Logo              | Sitz              | Gesamterträge 2020 (Mio. EUR) | Mitarbeiter 2017 | Gründung | Sendegebiet                                                                                     | Einwohner im Sendegebiet (Mio.) |
| --------------------------- | ------ | ----------------- | ----------------- | ----------------------------- | ---------------- | -------- | ----------------------------------------------------------------------------------------------- | ------------------------------- |
| Bayerischer Rundfunk        | BR     | BR-Logo           | München           | 0.962                         | 3.163            | 1949     | Bayern                                                                                          | 13,1                            |
| Hessischer Rundfunk         | hr     | HR-Logo           | Frankfurt am Main | 0.435                         | 1.730            | 1948     | Hessen                                                                                          | 06,3                            |
| Mitteldeutscher Rundfunk    | MDR    | MDR-Logo          | Leipzig           | 0.612                         | 1.975            | 1991     | Sachsen, Sachsen-Anhalt, Thüringen                                                              | 08,3                            |
| Norddeutscher Rundfunk      | NDR    | NDR-Logo          | Hamburg           | 1.020                         | 3.399            | 1956     | Hamburg, Niedersachsen, Schleswig-Holstein (alle seit 1956), Mecklenburg-Vorpommern (seit 1992) | 14,4                            |
| Radio Bremen                | (RB)   | Radio-Bremen-Logo | Bremen            | 0.046                         | 0.189            | 1945     | Bremen                                                                                          | 00,7                            |
| Rundfunk Berlin-Brandenburg | rbb    | RBB-Logo          | Berlin, Potsdam   | 0.429                         | 1.481            | 2003     | Berlin, Brandenburg                                                                             | 06,2                            |
| Saarländischer Rundfunk     | SR     | SR-Logo           | Saarbrücken       | 0.068                         | 0.567            | 1957     | Saarland                                                                                        | 01,0                            |
| Südwestrundfunk             | SWR    | SWR-Logo          | Stuttgart         | 1.065                         | 3.244            | 1998     | Baden-Württemberg, Rheinland-Pfalz                                                              | 15,2                            |
| Westdeutscher Rundfunk Köln | WDR    | WDR-Logo          | Köln              | 1.224                         | 3.905            | 1956     | Nordrhein-Westfalen                                                                             | 17,9                            |

Unterschieden werden Mehr-Länder-Anstalten wie der Norddeutsche Rundfunk (NDR) (Hamburg, Mecklenburg-Vorpommern, Niedersachsen, Schleswig-Holstein) und Anstalten, die nur ein Land versorgen wie der Bayerische Rundfunk (BR). Mehr-Länder-Anstalten betreiben zur Versorgung der einzelnen Länder jedoch eigene Programme (z. B. SWR Rheinland-Pfalz) und errichten Landesfunkhäuser (z. B. Landesfunkhaus Hannover des NDR) zur Berichterstattung aus den entsprechenden Landeshauptstädten, die nicht Sitz der Anstalt sind, und zur Produktion eigener Programme für die entsprechenden Länder.
Zur Ausstrahlung des zu dieser Zeit sehr aufwändigen Fernsehprogramms schlossen sich die Anstalten zur Arbeitsgemeinschaft der öffentlich-rechtlichen Rundfunkanstalten der Bundesrepublik Deutschland (ARD) zusammen. Innerhalb der ARD ist genau aufgeteilt, welche Rundfunkanstalt wie zu den gemeinsamen Programmen beiträgt (vgl. z. B. die Produktion der Reihe Tatort durch verschiedene Anstalten). Festgelegt ist eine Quote, mit der jede Anstalt entsprechend Finanzkraft und Kapazität zum Unterhaltungs- und Informationsprogramm beiträgt. Auch die Auslandskorrespondenten sind einzelnen Anstalten zugeordnet.

## Geschichte und Entwicklung

Entwicklung der Durchschnittsgrößen und Anzahl der LRA

Die Einteilung der Sendegebiete entstand zunächst gemäß den Wünschen der Besatzungsmächte nach dem Zweiten Weltkrieg.
In Westdeutschland entstanden zunächst nur sechs Rundfunkanstalten:
Die Briten bevorzugten eine Anstalt für den gesamten von ihnen verwalteten Raum und errichteten den Nordwestdeutschen Rundfunk (NWDR). Ebenso die Franzosen, wodurch in der französischen Besatzungszone der Südwestfunk (SWF) entstand. Die Amerikaner dagegen bevorzugten eine eher kleinräumliche Einteilung gemäß den neu geschaffenen Ländern, worauf Bayerischer Rundfunk (BR), Süddeutscher Rundfunk (SDR), Hessischer Rundfunk (hr) und Radio Bremen entstanden.
Als Reaktion auf den Volksaufstand in der DDR vom 17. Juni 1953 wurde im Jahr 1954 der Sender Freies Berlin (SFB) als eigene Rundfunkanstalt gegründet, wodurch das Land Berlin aus dem Sendegebiet des NWDR ausschied. 1955 wurde die Aufteilung des restlichen NWDR in den Norddeutschen Rundfunk (NDR) und den Westdeutschen Rundfunk Köln (WDR) zum 1. Januar 1956 beschlossen. Als letzte Anstalt in Westdeutschland wurde nach dem Beitritt des Saarlandes 1957 der Saarländische Rundfunk (SR) aus einer GmbH in eine öffentlich-rechtliche Landesrundfunkanstalt gewandelt.
In Ostdeutschland entstand in der DDR der Deutsche Fernsehfunk (DFF), der nach der Wende den Betrieb zum 31. Dezember 1991 einstellte. Stattdessen wurden 1991 zwei neue Sendeanstalten gegründet: die Mehr-Länder-Anstalt Mitteldeutscher Rundfunk (MDR) für Sachsen, Sachsen-Anhalt und Thüringen sowie der Ostdeutsche Rundfunk Brandenburg (ORB). Mecklenburg-Vorpommern trat dem NDR bei; der SFB sendete fortan für ganz Berlin.
Seitdem veränderte sich die öffentlich-rechtliche Rundfunklandschaft durch Fusionen: 1998 gingen SWF und SDR im neuen Sender Südwestrundfunk (SWR) auf; SFB und ORB fusionierten 2003 zum Rundfunk Berlin-Brandenburg (rbb).